# Droit des entreprises en difficulté
 (mai 2024).
Si vous disposez d'ouvrages ou d'articles de référence ou si vous connaissez des sites web de qualité traitant du thème abordé ici, merci de compléter l'article en donnant les références utiles à sa vérifiabilité et en les liant à la section « Notes et références ».
Vous pouvez aider à l'améliorer ou bien discuter des problèmes sur sa page de discussion.
- Il adopte un point de vue régional ou culturel particulier et nécessite une internationalisation. (Marqué depuis avril 2010)
- Il n’est pas rédigé dans un style encyclopédique. (Marqué depuis avril 2010)
- Il a besoin d'un nouveau plan. (Marqué depuis avril 2010)

Le droit des entreprises en difficulté, parfois abrégé DED, qui varie selon les pays et les époques, vise théoriquement à limiter les possibilités de faillites frauduleuses, et à protéger à la fois les intérêts des créanciers et ceux de l'entreprise et de ses salariés quand une entreprise ne peut pas ou très difficilement sortir d'une situation de cessation des paiements et/ou d'envisager la pérennité de son activité. 
Cette partie du Droit s'inscrit dans le domaine du droit des affaires, et recoupe en partie le droit des procédures collectives.  
Y sont soumis : les commerçants individuels, les sociétés commerciales, les personnes morales de droit privé non commerçantes (associations, sociétés civiles), agriculteurs et artisans.

## Contenu, objectifs
Via le Droit des entreprises en difficulté, le législateur cherche généralement à :
- regrouper tous les créanciers d'une entreprise en difficulté, pour clarifier et organiser le règlement des dettes.
- sauvegarder l'emploi, puis le remboursement des créanciers (ainsi, des dispositions visent à prévenir l'aggravation des difficultés de l'entreprise (procédure de conciliation, procédure de sauvegarde) et, en cas d'échec, à favoriser leur redressement)

Quand la situation es « irrémédiablement compromise » pour le débiteur, c'est-à-dire qu'il ne sera pas en mesure de payer tous ses créanciers, et si son activité n'est plus rentable, la liquidation judiciaire de l'entreprise peut être la solution envisagée par un tribunal. En France, et dans divers pays, tout ou partie des biens du débiteur peuvent alors être saisis et vendus, le revenu de la vente sera réparti équitablement entre les créanciers, certains d'entre eux pouvant bénéficier de "sûretés" (ordre préférentiel de paiement par rapport aux autres).
Si le débiteur est une personne morale, cette dernière est dissoute à l'issue de la liquidation.

## En France
Le droit des entreprises en difficulté a été fortement modifiée par la loi du 26 juillet 2005 relative à la sauvegarde des entreprises, entrée en vigueur le 1er janvier 2006. L'un des apports de cette loi a été de donner aux professions libérales et indépendantes un accès au droit des procédures collectives. Ainsi le juge de commerce ne demeure plus le seul juge compétent en la matière, partageant désormais sa compétence avec le juge du Tribunal de grande instance si le « débiteur » n'est ni commerçant, ni artisan.
En France, les situations seront : 
- l'homologation d'une conciliation (renégociation de l'endettement le plus souvent) ;
- la procédure de sauvegarde (qui doit aider l’entreprise à surmonter ses difficultés, souvent en se basant sur une renégociation collective de son passif et/ou la recherche d'un investisseur) ;
- le Plan de sauvegarde ou le plan de redressement (plan entériné par le Tribunal) ;
- le redressement judiciaire (le passif de l'entreprise est gelé mais elle poursuit son activité. Un tiers peut alors présenter un plan passant par l’acquisition (i) des titres en bénéficiant des outils spécifiques de restructuration sociale et de renégociation du passif ou (ii) des actifs dans le cadre d’un plan de cession.
- la liquidation judiciaire : cession ou saisie de tout ou partie des actifs, dont actifs en déshérence tels que brevets, marques ou biens immobiliers ou machines de production.

## Les acteurs du droit des procédures collectives
Ce sont :
l'administrateur judiciaire,
le liquidateur judiciaire,
le juge du tribunal de commerce,
le juge-commissaire
le procureur de la République,
le mandataire ad hoc
le représentant des salariés

## Autonomie de la personne morale et extension de la procédure collective
Ensemble cohérent, endossant en surface la forme d’une entité quasi monolithique, le groupe de sociétés se caractérise en substance par sa pluralité. Il se compose en effet, de personnes morales distinctes les unes des autres, entretenant d’étroites relations. Dès lors, et en dépit d’une cohérence structurelle nécessaire au bon fonctionnement du groupe, chacune de ces entités jouit d’une autonomie de principe. À ce titre, le recouvrement des dettes d’une filiale du groupe, ne saurait échoir à la société mère, consacrant la vacuité juridique du « devoir d’actionnaire » (Cour d’appel de Paris 13 janvier 1998). Le jugement qui ouvre la sauvegarde, le redressement ou la liquidation n’implique que l’entité qui en est l’objet, et n’affecte que son patrimoine.
Pour autant, en des circonstances exceptionnelles, l’ouverture d’une procédure collective à l’encontre d’une personne morale, peut, dérogeant au principe fondateur d’autonomie, affecter une autre branche du groupe. À cet égard, la loi du 26 juillet 2005 évoque deux cas d’extension : la confusion des patrimoines et la fictivité de la personne morale
Sur le fondement de l’article L.621-2 du Code de commerce, il est loisible aux autorités judiciaires d’entreprendre l’extension de la procédure collective, au titre d’une confusion des patrimoines entre deux ou plusieurs personnes morales. Ainsi, dès l’instant ou des sujets de droit autonomes et indépendants, disposant de patrimoines propres, confondent ces derniers ; l’application d’une procédure collective à l’un des sujets, s’étend à l’autre ou aux autres. Si cette extension réformatrice rompt manifestement avec un principe d’autonomie de tradition hexagonale ; elle répond indéniablement à une logique quasi arithmétique.
La jurisprudence quant à elle, détermine les critères de prononciation de l’extension, appréciant l’insuffisance des communautés simples, d’intérêt, de siège, ou encore de moyen de gestion. De ce fait, la Cour de cassation, décline deux situations attestant d’une communauté de patrimoine et justifiant que dérogation soit faite au principe d’autonomie de la personne morale. Émergent, comme critères déterminant l’extension de la procédure collective, d’une part la confusion des comptes (D.Tricot « la confusion des patrimoines et la procédure collective » rapport de la Cour de cassation 1997, p.165) et d’autre part l’existence de flux financiers anormaux (chambre commerciale de la Cour de cassation du 7 janvier 2003).
De même la confusion des patrimoines constitue un critère d’extension de la procédure collective, de même la fictivité de la personne morale permet de déroger, au titre d’une intention frauduleuse des dirigeants, au principe d’autonomie de la personne morale. À cet égard, la fictivité structurelle de la société doit être avérée, dans la mesure où, en façade, le groupe dispose de caractéristiques traditionnelles et revêt la forme légalement admise. Tendant, en général, à masquer les agissements frauduleux de celui ou de ceux qui se tapissent dans son ombre ; la société fictive joue le rôle d’entité « tampon » aux fins de soustraire des actifs aux gages des créanciers.
Qu’elle se manifeste dès la création de la société, lorsque font défaut des éléments constitutifs du contrat, ou qu’elle survienne plus tardivement pour servir des fins frauduleuses, la fictivité restreint le principe d’autonomie de la personne morale en permettant l’extension de la procédure de sauvegarde.